# تپه سربن
تپه سربن مربوط به دوره اشکانیان - سده‌های اولیه دوران‌های تاریخی پس از اسلام است و در شهرستان ملایر، بخش سامن، دهستان حرم رود سفلی، روستای بلرتو واقع شده و این اثر در تاریخ ۲۵ آبان ۱۳۸۷ با شمارهٔ ثبت ۲۳۶۶۹ به‌عنوان یکی از آثار ملی ایران به ثبت رسیده است.